# Bulbophyllum halconense
Bulbophyllum halconense là một loài phong lan thuộc chi Bulbophyllum.